# Onufry Pietraszkiewicz
Onufry Pietraszkiewicz (ur. 1793 w Burdykowszczyznie, zm. 7 grudnia 1863 w Wilnie) – polski poeta, współzałożyciel i archiwista Towarzystwa Filomatów, przyjaciel Adama Mickiewicza i Ignacego Domeyki.

## Życiorys
Pochodził z niezamożnej rodziny drobnoszlacheckiej zamieszkałej w Burdykowszczyznie koło Nowogródka. Po 1801 roku jego rodzina mieszkała w Szczuczynie. 
Od 1815 roku studiował na Uniwersytecie Wileńskim, gdzie poznał Adama Mickiewicza i Tomasza Zana i współzakładał Towarzystwo Filomatów. W towarzystwie Filomatów w Wilnie powierzano mu kilka razy funkcję skarbnika i przewodniczącego Wydziału Matematycznego, Fizycznego i Medycznego tego zrzeszenia. W latach 1820–1821 jako stypendysta studiował na Uniwersytecie Warszawskim, gdzie założył Związek Przyjaciół. W Warszawie uzyskał stopień magistra filozofii. Później objął posadę nauczyciela geografii, przedmiotów ścisłych i łaciny w wojewódzkiej szkole w Lublinie.  W 1822 roku powrócił w rodzinne strony i rozpoczął pracę w archiwum Radziwiłłów. 
Po wszczęciu procesu filomatów w 1823 roku zorganizował pomoc finansową i prawną dla objętych śledztwem kolegów, jednak wkrótce sam stał się przedmiotem zainteresowania rosyjskiej policji. Po procesie filaretów zesłany do Rosji, najpierw do Petersburga, a w latach 1825–1831 przebywał w Moskwie, gdzie był zatrudniony w bibliotece na Uniwersytecie Moskiewskim. Mimo oddalenia od ojczyzny, Onufry kontynuował gromadzenie dziedzictwa filomatów – listów, dzieł literackich. Archiwum zawierało około tysiąca listów m.in. Mickiewicza, Czeczota, Zana, Pietraszkiewicza, Domeyki i wielu innych, a także ich wiersze, przemówienia i pieśni. 
W wyniku donosu Mikołaja Sungurowa w 1831 roku Onufry Pietraszkiewicz został skazany na karę śmierci za organizowanie ucieczki internowanych polskich oficerów z Korpusu Litewskiego do Powstania listopadowego, a następnie karę zamieniono na zesłanie na Syberię (1832-1860) do Tobolska, gdzie dotarł pieszo w pół roku. Jednocześnie został "pozbawiony szlachectwa" i tytułu magistra. W tym czasie dziedzictwo Filomatów przechowywał Michał, brat Onufrego, w majątku koło Szczuczyna. W Tobolsku był organizatorem i dysponentem biblioteki tobolskiej przejętej po Piotrze Moszyńskim, pracował jako nauczyciel francuskiego i w urzędzie. Zasłynął jako opiekun zesłańców. W 1856 roku manifest carski zezwolił Pietraszkiewiczowi powrót w rodzinne strony, jednak mógł to zrobić dopiero w 1860 roku, a więc po 29 letnim zesłaniu na Syberii. Po powrocie zamieszkał u brata Józefa, a po jego śmierci zamieszkał w Wilnie. Krótko przed śmiercią Pietraszkiewicz napisał list do mieszkającego w Chile Ignacego Domeyki „Tutaj wszystko się zmieniło, nowe pokolenie jest mi obce, bliscy mojemu sercu albo śpią w grobach, albo porzuceni za morzem...".
Odegrał ważną rolę w procesie kształtowania się dziewiętnastowiecznego polskiego patriotyzmu. Pochowany został na cmentarzu Na Rossie w Wilnie.
W cz. III Dziadów Adam Mickiewicz stworzył na podstawie osoby Pietraszkiewicza postać Jacka.

## Dzieje archiwum
Po śmierci Onufrego zadanie zachowania pamięci historycznej Filomatów przejął najpierw jego brat Józef Pietraszkiewicz, a następnie synowie Feliks i Jan. Dopiero na początku XX w. Jan Pietraszkiewicz i jego córka Stanisława Pietraszkiewicz ujawnili, że ogromne dziedzictwo Filomatów nie zniknęło, lecz było przechowywane w tajemnicy. Część archiwum przekazano krakowskiej Akademii Nauk w 1908 roku. W 1913 r. ukazał się pierwszy z pięciu tomów korespondencji Filomatów. Następnie ukazały się trzy tomy dokumentacji towarzystwa i dwa tomy poezji. Pozostała część archiwum Filomatów przechowywana w Wilnie po II wojnie światowej została częściowo rozkradziona, jednak znaczna jej część została sprzedana w 1958 r. Bibliotece Uniwersytetu Wileńskiego. Pozostałości archiwum zakupił w 1959 roku od Ireny Kulickiej, spadkobierczyni Stanisławy Pietraszkiewicz, prymas Polski kardynał Stefan Wyszyński. W latach 1960–1980 dokumenty wywieziono prywatnie z ZSRR w kilku partiach i obecnie przechowywane są w Bibliotece Katolickiego Uniwersytetu Lubelskiego.
Po 1945 roku ukazało się pięć tomów korespondencji filomatów. Dziś archiwum podzielone jest na cztery części i przechowywane jest w Polsce (Warszawa, Lublin) i na Litwie (Wilno).